# Smocze łodzie na Plażowych Igrzyskach Azjatyckich 2012
Podczas III Plażowych Igrzysk Azjatyckich rozegrano sześć konkurencji w wyścigach smoczych łodzi - trzy męskie i trzy żeńskie. Zawody odbywały się w dniach od 17 do 19 czerwca 2012 r. 

## Medaliści

### Mężczyźni
| Konkurencja | Złoty           | Srebrny         | Brązowy         |
| 200 metrów  | Indonezja (INA) | Filipiny (PHI)  | Chiny (CHN)     |
| 500 metrów  | Indonezja (INA) | Filipiny (PHI)  | Tajlandia (THA) |
| 3000 metrów | Indonezja (INA) | Tajlandia (THA) | Filipiny (PHI)  |

### Kobiety
| Konkurencja | Złoty           | Srebrny         | Brązowy         |
| 200 metrów  | Chiny (CHN)     | Indonezja (INA) | Tajlandia (THA) |
| 500 metrów  | Chiny (CHN)     | Indonezja (INA) | Tajlandia (THA) |
| 3000 metrów | Indonezja (INA) | Chiny (CHN)     | Tajlandia (THA) |

## Tabela medalowa
| Poz.    | Państwo   | Złoto | Srebro | Brąz | Łącznie |
| ------- | --------- | ----- | ------ | ---- | ------- |
| 1       | Indonezja | 4     | 2      | -    | 6       |
| 2       | Chiny     | 2     | 1      | 1    | 4       |
| 3       | Filipiny  | -     | 2      | 1    | 3       |
| 4       | Tajlandia | -     | 1      | 4    | 5       |
| Łącznie | Łącznie   | 6     | 6      | 6    | 18      |